# 프랑스 요리
프랑스 요리(France 料理, 프랑스어: cuisine française 퀴진 프랑세즈[*])는 서유럽에 있는 프랑스의 요리이다. 수세기에 걸친 사회적, 정치적인 변화를 통해 발전하였다.
프랑스 식사의 순서는 이렇다.
아페리티프(주인이 손님에게 권하는 한두잔의 술)→오르되브르(불에 조리하지 않은 전채)→앙트레(애피타이저, 그런데 이 앙트레라는 말도 기원은 어원으로만 보면 입구, 시작, 들어가기의 전채(前菜)라는 의미가 역시 있다)→푸아송(생선)→비앙드(육류)→살라드(채소)→프로마주(치즈)→데세르(후식)→프뤼(과일)→카페(커피)→코냑이다. 그러나 정식의 식사에선 이 순서가 전부가 아니라 20가지 이상의 음식이 나오기도 한다.
중세시대에는 14세기에 등장한 타이유방 (Taillevent)으로 더 잘 알려진 요리사 기욤 티렐(Guillaume Tirel)이 활발한 활동을 하였다.
프랑스 혁명 기간 동안에는 향신료를 적게 쓰고, 허브를 더 자유롭게 사용하는 방향으로 움직이는 가운데, 프랑수아 피에르 드 라 바렌(François Pierre La Varenne)을 시작으로, 프랑스 요리는 나폴레옹과 다른 고관들의 유명한 요리사인 마리앙투안 카렘에 의해 더욱 더 발전하게 되었다.
프랑스 요리는 20세기 조르쥬 오귀스토 에스코피에에 의해 체계화되어, 오트 퀴진 (고급 요리)의 근대화를 이루게 되었다. 한편, 에스코피에의 주요 업적은 프랑스 프로방스에서 발견되는 지방 요리를 다수 배제하였다.
20세기 시대와 그 이후로 음식탐방과 미슐랭 가이드는 프랑스의 풍부한 부르주아 요리와 시골요리 등으로 프랑스 시골지방에게까지 관심을 받게 하는 데에 도움을 주었다.
음식 재료와 음식은 지역에 따라 다양하다. 많은 수의 대표적인 향토음식은 그 지방뿐만 아니라, 전국적으로 인기를 지닌다. 한때 지역 음식으로 머물렀던 음식은 프랑스 전역으로 다양한 형태로 등장하게 되었다.
치즈 (프로마주)와 포도주는 프랑스 요리의 주요한 부분을 차지하며, 다양한 품종과 통제화된 명칭 법률인 원산지 통제명칭 와인(Appellation d’origine contrôlée 아펠라티옹 도리진 콩트롤레[*])은 지역적으로 전국적으로 다양한 역할을 담당한다.

## 국민 음식
프랑스 요리는 수세기에 걸쳐 광범위하게 발전하였다. 중세를 시작으로 독특하고 창조적인 국가요리가 형성되기 시작하였다. 시민들이 먹는 요리는 다른 유럽국가들과 별반 다르지 않았으나, 귀족들의 사치생활로 인하여 프랑스궁중요리는 극을 달렸고 프랑스대혁명으로 인하여 시민들에게 알려져 프랑스요리가 유명해지게 되었다. 다양한 사회적, 정치적 움직임과 유명 요리사의 업적이 이러한 형성을 구성하였다. 그동안 프랑스 요리의 양식은 다양하게 이름이 불렸으며, 숙련된 요리사들에 의해 체계화되었다. 그들은 평생 생애의 기간 동안에 걸친 프랑스 문화에 대한 기여로 높게 평가되었다. 프랑스 국가요리는 주로 프랑스 궁정에 속한 요리사에 의해 파리에서 발전되었으나, 마침내 전국적으로 퍼져나갔으며, 해외로도 수출되었다.

### 중세시대
중세 프랑스 요리에서 연회는 귀족사회에서 일반적이었다. 다양한 코스의 요리가 준비되었으나, 한꺼번에 차리는 형식이었다 음식은 대부분 손으로 먹으며, 고기는 엄지손가락과 다른 두 손가락 사이로 잡고 큰 덩어리로 잘랐다. 양념은 강하고 되직하게 만들었으며, 강한 향의 겨자가 사용되었다. 파이는 연회의 일반적인 음식으로, 중세 시대 말기에 쇼트크러스트가 발전되기까지, 겁껄질인 크러스트는 그 자체의 음식이기보단 주로 용기로 사용되었다. 식사는 주로 '이슈 드 다블'(issue de table)로 마무리를 지었는데, 이는 뒤에 현대의 디저트로 발전하였으며, 일반적으로 향을 낸 딱딱한 설탕 덩어리나 꿀로 이뤄진 드라제(dragée), 숙성된 치즈, 이포크라스(hypocras)같이 향을 낸 와인으로 구성되었다.

## 갤러리

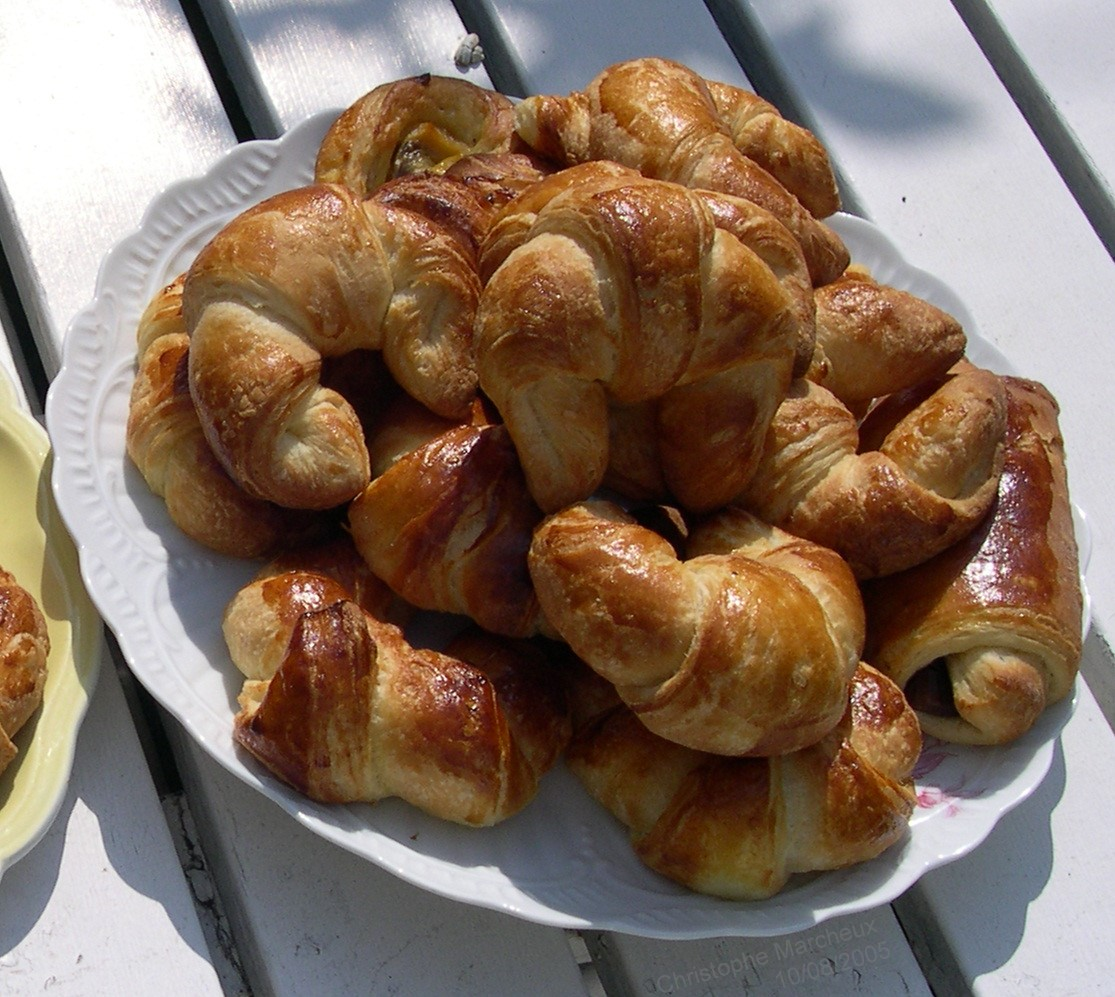
크루아상
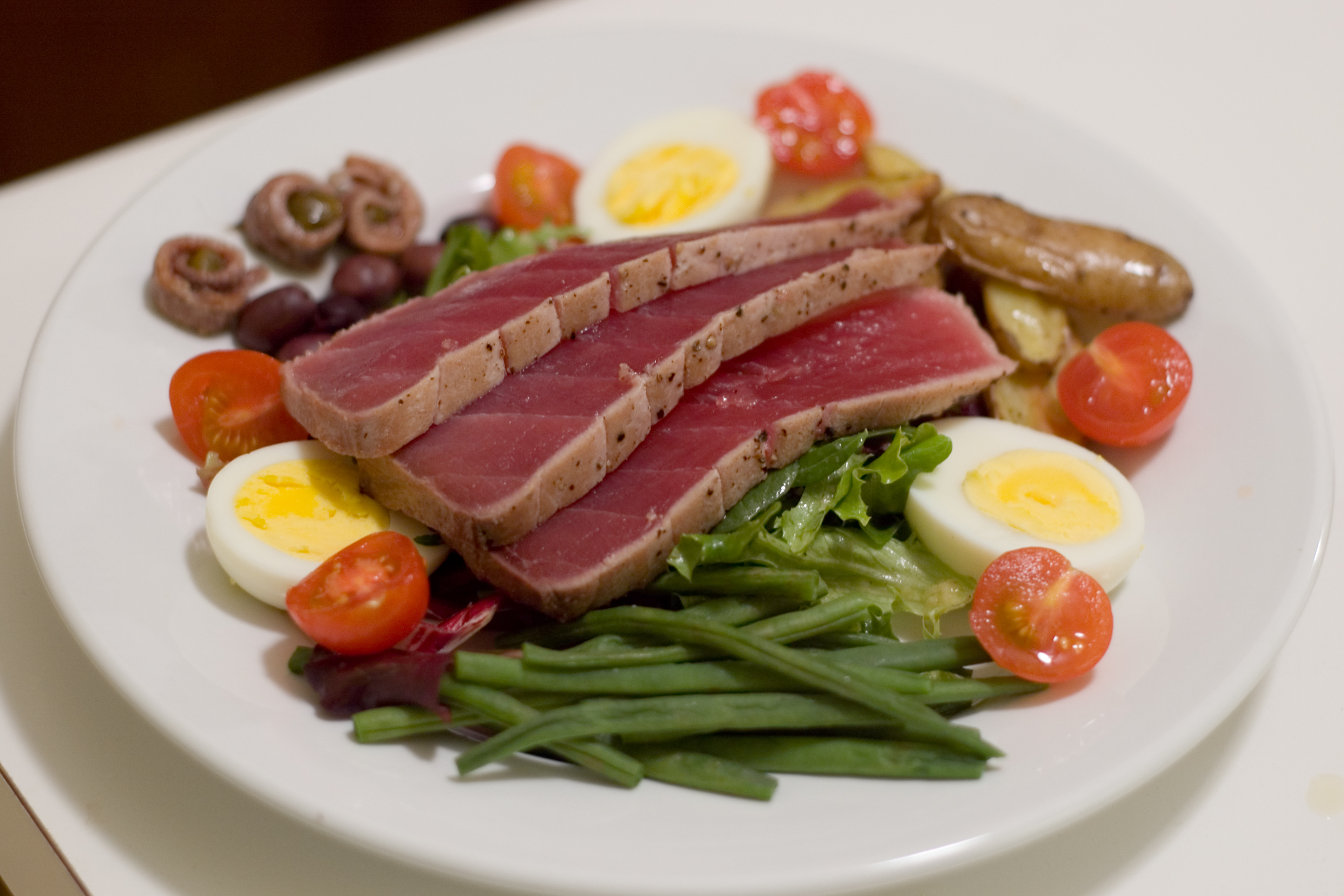
니스와즈 샐러드
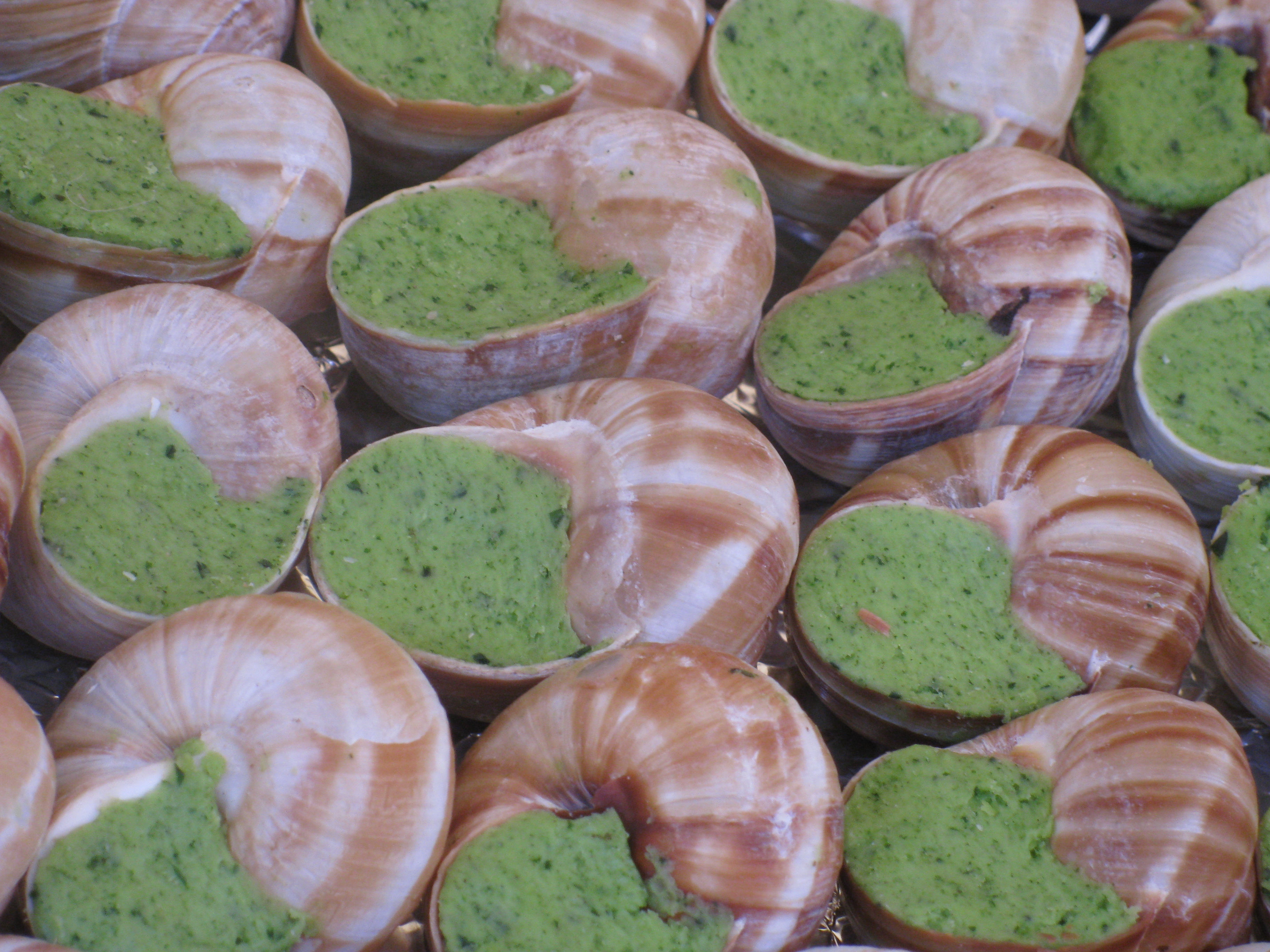
에스카르고
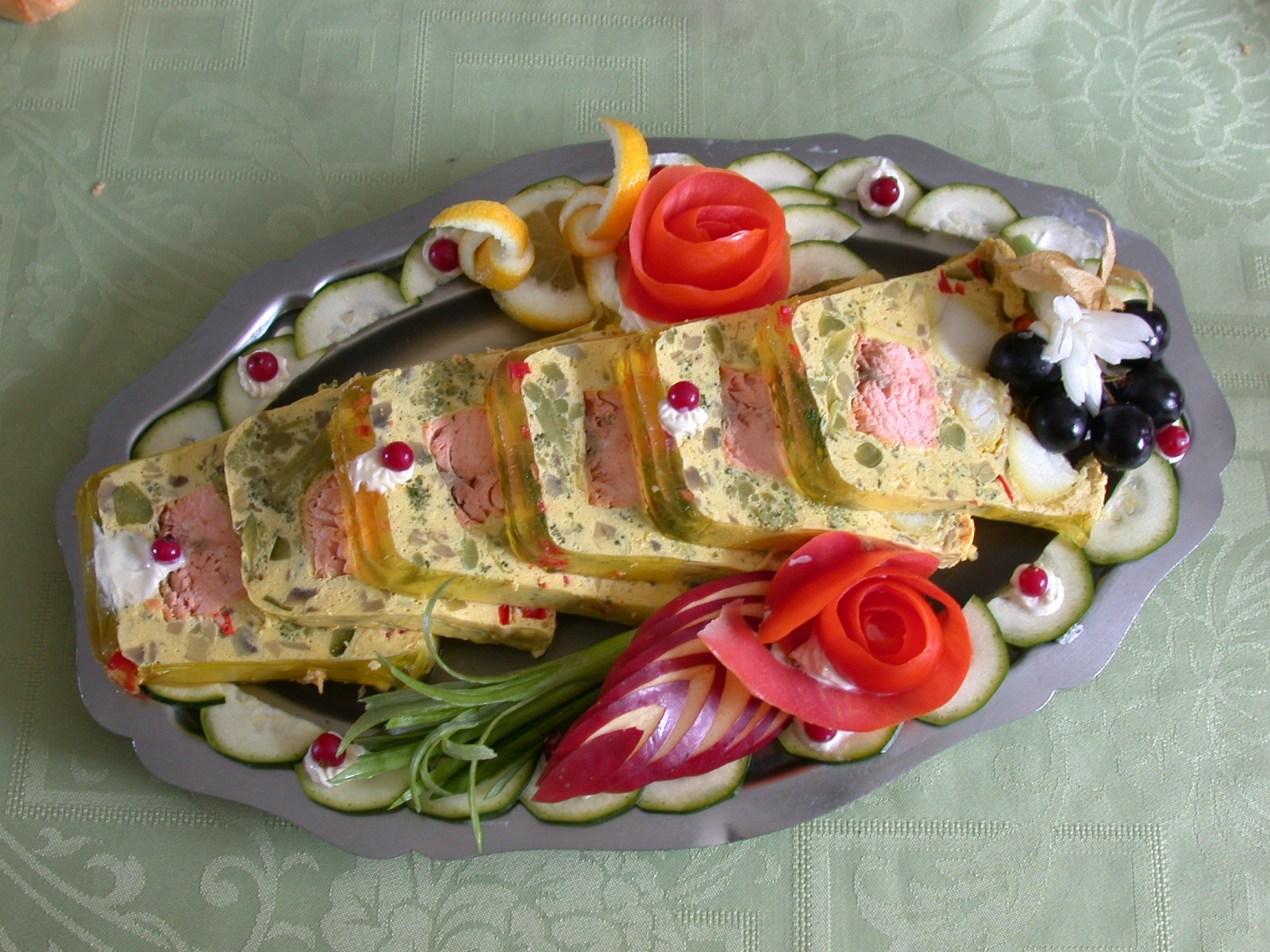
바질 연어 테린
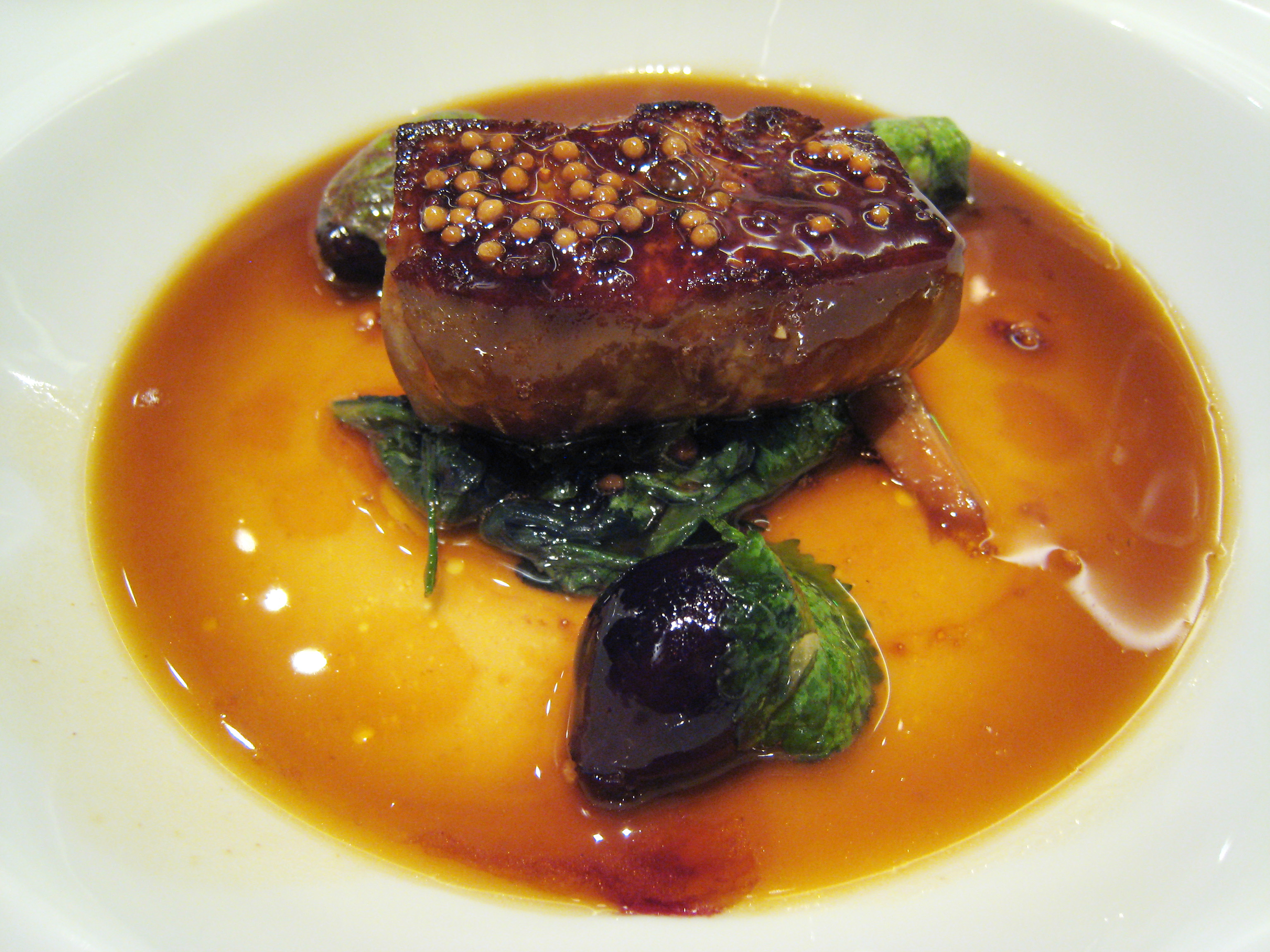
푸아그라
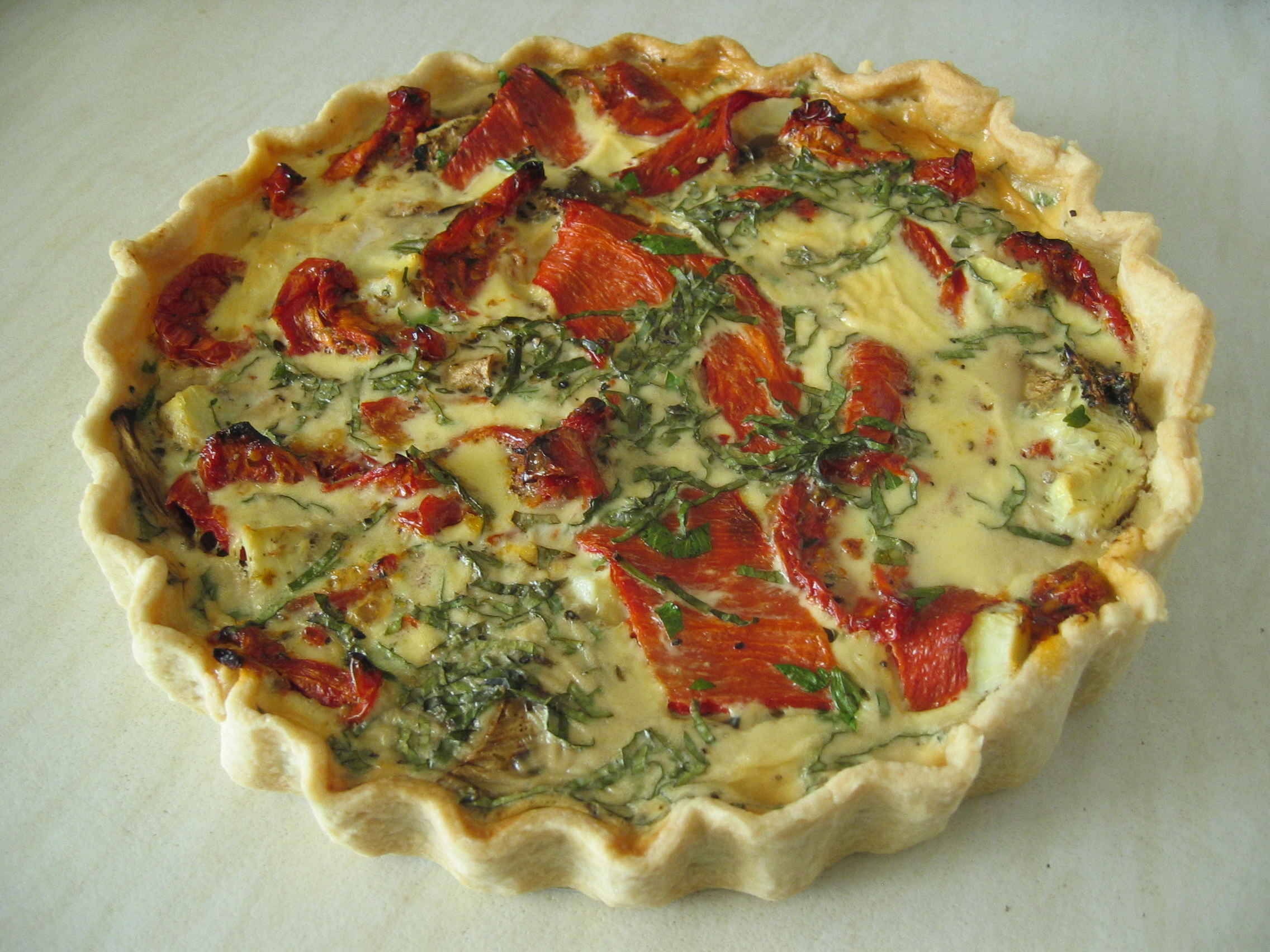
퀴슈
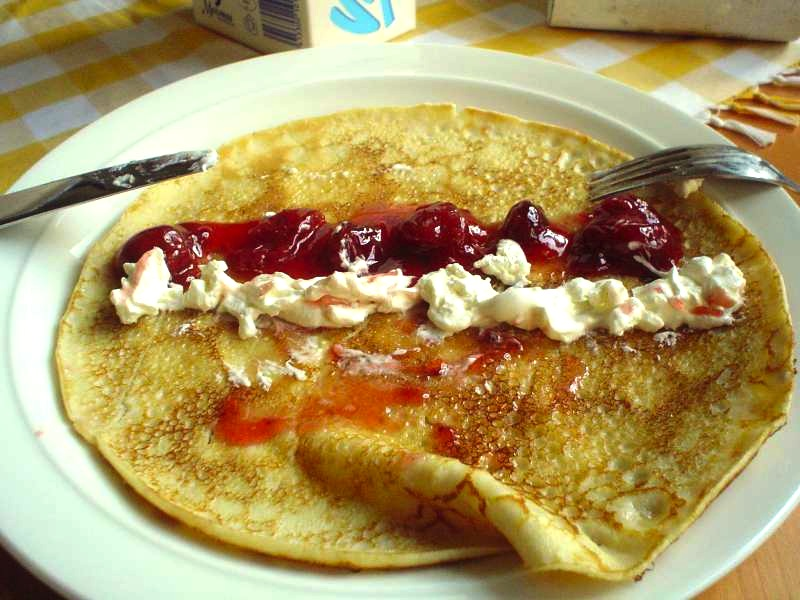
크레페
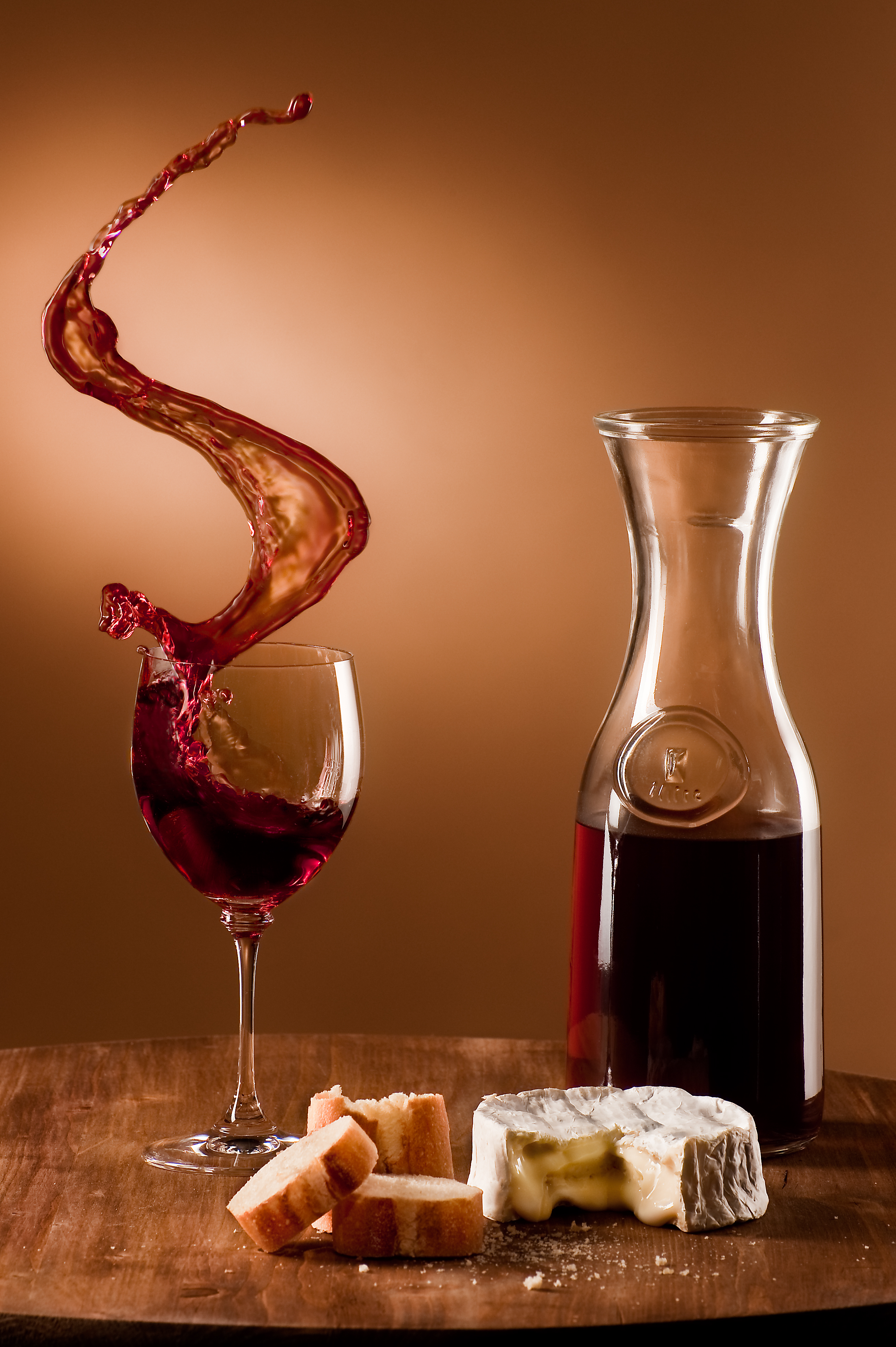
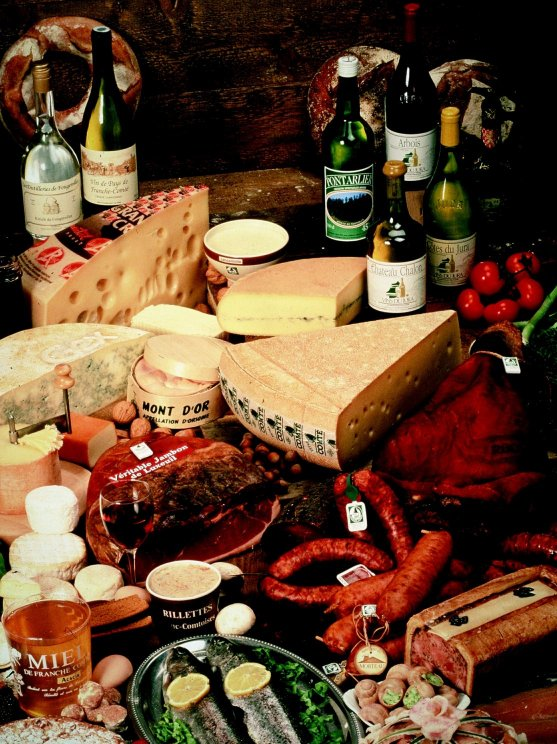
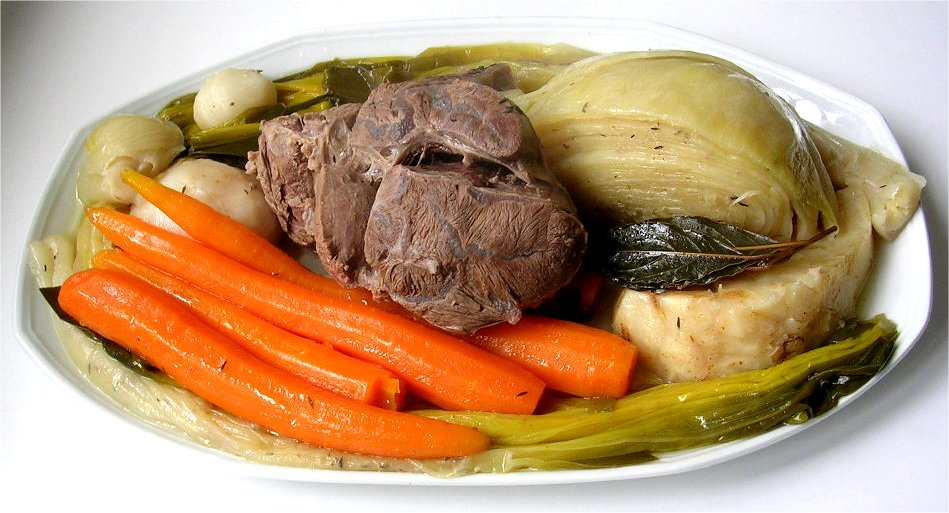
포토푀

## 요리의 종류
- 에스카르고
- 크레페
- 푸아그라
- 퀴슈
- 폼 뒤셰스
- 그라탕
- 부야베스
- 라타투이
- 뵈프 부르기뇽
- 포토푀
- 카술레
- 파르페
- 니스와즈 샐러드
- 샤토브리앙
- 크로크므시외
- 밀푀유
- 물 마리니에르
- 비스크
- 포타주
- 콩소메
- 브리
- 브리오슈
- 블랑케트 드 보
- 솔 므니에르
- 수프 알 로뇽
- 로크포르
- 무스 오 쇼콜라
- 구제르
- 마들렌
- 트뤼프
- 타르타르 소스
- 크렘 앙글레즈

## 같이 보기
- 유럽 요리